# Нафтохімічний комплекс Хартленда
Нафтохімічний комплекс Хартленда — підприємство нафтохімічної промисловості, яке споруджується за два з половиною десятки кілометрів на північний схід від Едмонтона.
Другий за масовістю продукт органічної хімії пропілен традиційно отримують на установках парового крекінгу, основною продукцією яких є етилен, та шляхом фракціонування з газів нафтопереробки. Проте, починаючи з 1990-х, у світі спорудили вже кілька десятків спеціалізованих установок, орієнтованих на продукування саме пропілену через дегідрогенізацію пропану. Черговим таким виробництвом має стати завод компанії Inter Pipeline у канадській провінції Альберта. Майданчик для його розташування обрали за чотири кілометри від належної тому ж власнику установки фракціонування олефінів Редватер, яка покриватиме частину потреб в сировині. Всього новий завод для продукування 525 тисяч тонн пропілену споживатиме 22 тисячі барелів пропану на добу, який також купуватимуть на ринку в інших виробників. Отриманий олефін використовуватимуть тут же для виробництва аналогічної кількості поліпропілену.
Будівництво установки почалось в кінці 2017-го, а її введення в експлуатацію заплановане на 2021 рік. На початку 2019-го на майданчик доправили один з основних елементів обладнання — колонну розділення пропан-пропіленової фракції висотою 97 метрів та вагою 800 тонн.